# Nami Tamaki
Nami Tamaki (Wakayama, 1º giugno 1988) è una cantante pop giapponese.

## Carriera
La sua carriera iniziò nel 2003 quando venne selezionata nel Sony Music Japan Audition tra 5.000 giovani che cantavano e ballavano al suono del brano Survivor delle Destiny's Child. Ha vari legami commerciali con industrie di film d'animazione e giochi giapponesi, e ha anche partecipato a uno stage musicale e a un film.
Le sue canzoni sono influenzate da cantanti americane come Britney Spears, Madonna e Janet Jackson.
Nami Tamaki tenne delle audizioni per il Sony Music Japan nel 2003, quando aveva 14 anni. La prima volta che apparve in concerto negli Stati Uniti fu quando aprì l'esibizione di T.M.Revolution al Pacific Media Expo 2004.
Si diplomò al liceo nel marzo del 2007, la sua prima raccolta di successi fu pubblicata il 29 novembre del 2006; il suo primo tour, Nami Tamaki Best Concert "My Graduation/La Mia Laurea", ebbe luogo in diversi luoghi giapponesi l'11, il 17, il 23 e il 31 marzo del 2007.

## Industrie di anime e giochi
Tamaki ha uno stretto rapporto con il settore industriale dedicato ai giochi, fumetti e film d'animazione, e contribuisce a diversi progetti commerciali in franchising con la sua musica.

## Discografia

### Album
| #           | Informazioni                                         | Classifica |
| ----------- | ---------------------------------------------------- | ---------- |
| 1º Album    | Greeting - Pubblicato: 25 febbraio, 2004             | numero 5   |
| 2º Album    | Make Progress - Pubblicato: 11 maggio, 2005          | numero 1   |
| 3º Album    | Speciality - Pubblicato: 12 luglio, 2006             | numero 1   |
| Compilation | Graduation ~Singles~ - Pubblicato: 29 novembre, 2006 | numero 6   |
| 4º Album    | Don't Stay - Released: 23 aprile, 2008               | numero 14  |

### Singoli
| Album         | Singolo                                                                       | Grafico Posizione Massima Settimanale |
| Album         | Singolo                                                                       | Classifica Giapponese Oricon          |
| ------------- | ----------------------------------------------------------------------------- | ------------------------------------- |
| Greeting      | "Believe" - Pubblicato: 23 aprile, 2003                                       | 6                                     |
| Greeting      | "Realize" - Pubblicato: 24 luglio, 2003                                       | 3                                     |
| Greeting      | "Prayer" - Pubblicato: 12 novembre, 2003                                      | 12                                    |
| Greeting      | "Shining Star ???????? (Wasurenaikara)" - Pubblicato: 28 gennaio, 2004        | 10                                    |
| Make Progress | "??????????Heart & Soul? (Daitan ni Ikimashou)" - Pubblicato: 14 luglio, 2004 | 13                                    |
| Make Progress | "Reason" - Pubblicato: 10 novembre, 2004                                      | 2                                     |
| Make Progress | "Fortune" - Pubblicato: 26 gennaio, 2005                                      | 6                                     |
| Make Progress | "Heroine" - Pubblicato: 4 aprile, 2005                                        | 6                                     |
| Speciality    | "Get Wild" - Pubblicato: 2 novembre, 2005                                     | 7                                     |
| Speciality    | "MY WAY/Sunrize" - Pubblicato: 24 marzo, 2006                                 | 18                                    |
| Speciality    | "Result" - Pubblicato: 3 maggio, 2006                                         | 5                                     |
| Speciality    | "Sanctuary" - Pubblicato: 7 giugno, 2006                                      | 12                                    |
| Don't Stay    | "Cross Season" - Pubblicato: 14 marzo, 2007                                   | 23                                    |
| Don't Stay    | "Brightdown" - Pubblicato: 29 agosto, 2007                                    | 8                                     |
| Don't Stay    | "Winter Ballades" - Pubblicato: 26 dicembre, 2007                             | 19                                    |